# Harðar saga ok Hólmverja
La Harðar saga ok Hólmverja (che in italiano significa Saga di Hörðr e gli abitanti di Geirshólmr), chiamata anche solo Harðar saga, è una saga degli Islandesi scritta in norreno in Islanda intorno al XIII-XIV secolo, la cui vicenda è ambientata nel X secolo.